# For Lizzie's Sake
For Lizzie's Sake è un cortometraggio muto del 1913 diretto da Mack Sennett con Mabel Normand.

## Produzione
Il film fu prodotto dalla Keystone.

## Distribuzione
Il film uscì nelle sale il 20 gennaio 1913, distribuito dalla Mutual Film, programmato in split reel insieme a un altro cortometraggio, Sir Thomas Lipton Out West.